# Alice Kober
Alice Elizabeth Kober (* 23. Dezember 1906 in New York; † 16. Mai 1950 in Brooklyn, New York) war eine amerikanische Altphilologin und Archäologin, die vor Michael Ventris und John Chadwick an der Entzifferung der mykenisch-griechischen Sprache, wie sie in Gestalt der Linear B-Tafeln vorliegt, arbeitete und erste Fakten zur Struktur der Sprache erkannte.

## Leben und Wirken
Alice Kober studierte in New York. 1928 graduierte sie am Hunter College und wurde 1932 an der Columbia University mit einer altphilologischen Arbeit promoviert. Von 1935 bis 1950 war sie am Brooklyn College in New York Associate Professor of Languages und erhielt 1946 ein Guggenheim-Stipendium.
Anfang der 1940er Jahre bekam Alice Kober Zugang zu den Linear B-Tafeln aus dem Nachlass von Arthur Evans. Vierzig Jahre lang hatten sich Wissenschaftler vergeblich an der Enträtselung dieser Schrift und Sprache versucht. Kober begann mit eigenen neuen Ansätzen von vorn. Sie fand für die angenommenen Substantive heraus, dass eine stark flektierende Sprache mit nur drei Fällen – Nominativ, Dativ und Akkusativ – vorlag.  Nach Kobers Theorie stellten die Schriftzeichen Silben dar. Die ersten beiden Silben des jeweiligen Substantivs – so Kober – gehörten immer zum Wortstamm. Als dritte Silbe eines Substantivs nahm sie eine Brückensilbe an – bestehend aus einem Konsonanten, auch noch zum Stamm gehörig, gefolgt von einem Vokal für die Flexion. Bei dieser Struktur ging Kober in ihren Arbeitshypothesen vom Akkadischen aus.
Alice Kober starb vor der Vollendung ihres Lebenswerkes 1950 an Lungenkrebs. Sie hatte nie geheiratet. Der Bruder William Kober trauerte um die Schwester. Zu Lebzeiten hatte die Forscherin ihrer Schülerin Eva Brann gestanden: „...du weißt erst dann, wenn es dich im Rückgrat kitzelt, daß du etwas wirklich Großes geleistet hast.“ Auch auf der Grundlage von Kobers Forschungsergebnissen entzifferten Ventris und Chadwick im Jahr 1952 die Linear B-Tafeln.

## Schriften
- The Use of Color Terms in the Greek Poets, Including All the Poets from Homer to 146 B.C. Except the Epigrammists. (Diss. Columbia University)  Humphrey Press, New York 1932. 130 Seiten